# Bryobia cavalloroi
Bryobia cavalloroi är en spindeldjursart som beskrevs av Vacante och Eyndhoven 1986. Bryobia cavalloroi ingår i släktet Bryobia och familjen Tetranychidae. Inga underarter finns listade.